# إصبع القدم الشبيه بإصبع الحمامة
إصبع القدم الشبيه بإصبع الحمامة (بالإنجليزية: pigeon toe) المعروف أيضًا بـالانحناء الداخلي للقدم (بالإنجليزية: in-toeing)، هو حالة تتسبب في توجيه الأصابع نحو الداخل أثناء المشي. وهي أكثر شيوعًا لدى الأطفال والرضع تحت سن العامين، وعندما لا تكون نتيجة ضعف عضلي بسيط، فإنها عادة ما تنشأ من حالات كامنة مثل التواء عظمة الساق أو زيادة التوجه الأمامي (حيث تكون رأس الفخذ أكثر من 15 درجة عن زاوية الالتواء) مما يؤدي إلى التواء عظمة الفخذ عندما يتحول الجزء الأمامي من قدم الشخص إلى الداخل.

## الأسباب
يمكن التمييز بين سبب الانحناء الداخلي للقدم بناءً على موقع عدم الاستقامة. الأشكال المختلفة هى:
- القدم المنحنية (مشط القدم المقرّب)
- الساق الملتوية (التواء الساق)
- عظمة الفخذ الملتوية (التوجه الأمامي للفخذ)

### مشط القدم المقوّس
هذا هو الشكل الأكثر شيوعًا لانحناء القدمين، حيث تنحني القدمان للداخل من منتصف القدم إلى أصابع القدم. وهو أكثر تشوهات القدم الخلقية شيوعًا، ويحدث في 1 من كل 5000 ولادة. ويكون معدل انحناء مشط القدم المقوس أعلى في حالات الحمل بتوأم والولادات المبكرة. غالبًا ما يزول تلقائيًا بعمر سنة واحدة، وفي 90% من الحالات يزول تلقائيًا (دون علاج) بعمر 4 سنوات.
الأعراض والعلامات
- حافة القدم الجانبية على شكل حرف "C"
- مشية الانحناء الداخلي
- مواقع الضغط أثناء ارتداء الحذاء

### التواء الساق أو القصبة
عظمة القصبة أو الساق السفلى تتلوى قليلاً أو بشدة نحو الداخل أثناء المشي أو الوقوف. يُلاحظ عادةً لدى الأطفال الذين تتراوح أعمارهم بين 1 إلى 3 سنوات، ويعد التواء الساق الداخلي السبب الأكثر شيوعًا للانحناء الداخلي في الأطفال الصغار. عادةً ما تكون الحالة ثنائية الجانب (في كلا الساقين) وتختفي عادةً بشكل تلقائي بين سن 4 إلى 5 سنوات.
العلامات الأعراض
- التعثر المتكرر و الخرق
- مشية الانحناء الداخلي

### انقلاب عظمة الفخذ للأمام
تميل عنق عظمة الفخذ للأمام مقارنةً ببقية العظمة، مما يُسبب دورانًا داخليًا تعويضيًا للساق. ونتيجةً لذلك، تتجه جميع عظام أسفل الورك، بما في ذلك الفخذ والركبة والقدم، نحو خط المنتصف. يُعد انقلاب عظم الفخذ للأمام السبب الأكثر شيوعًا للانحناء الداخلي عند الأطفال فوق سن الثالثة. عادةً ما يكون ثنائي الجانب، ويصيب الإناث ضعف الذكور، وقد يُظهر نمطًا وراثيًا في بعض العائلات. قد تتفاقم هذه الحالة تدريجيًا من سن الرابعة إلى السابعة، إلا أن معظم الحالات تزول تلقائيًا بحلول سن الثامنة.
العلامات و الأعراض
- الجلوس على شكل حرف W وعدم القدرة على الجلوس متربعًا
- مشية القدم الداخلية
- مشية الدوران (تأرجح الساقين حول بعضهما البعض)
- التعثر المتكرر وعدم القدرة على المشي

## التشخيص

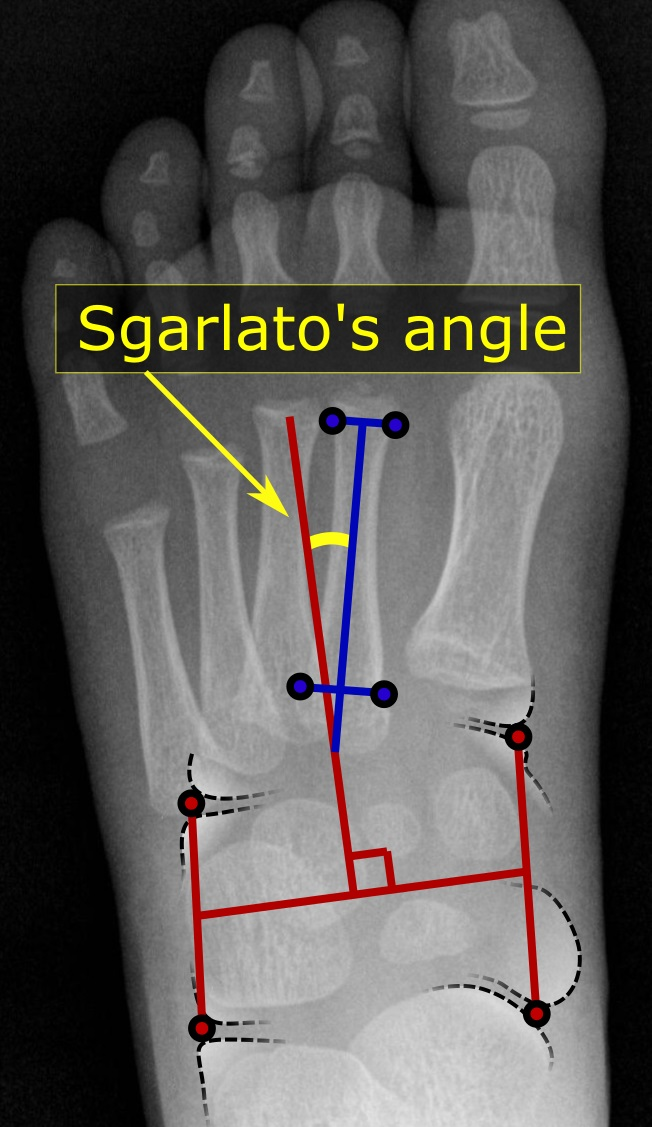
تشير زاوية سغارلاتو التي تزيد عن 15 درجة إلى إصبع قدم الحمامة

يمكن تشخيص إصبع الحمامة بالفحص السريري فقط. وهذا يُصنف التشوه إلى "مرن"، حيث يمكن فرد القدم باليد، أو "غير مرن". مع ذلك، غالبًا ما يتم إجراء الأشعة السينية في حالة إصبع الحمامة غير المرن. في الأشعة السينية، يمكن قياس شدة الحالة من خلال "زاوية مشط القدم المقرّب"، وهي الزاوية بين اتجاهي عظام مشط القدم، مقارنةً بالعظام الصغيرة في القدم (العظام المسمارية والمكعبة والزورقية). توجد العديد من المتغيرات لهذا القياس، ولكن وُجد أن زاوية سغارلاتو لها على الأقل ارتباط إيجابي مع قياسات أخرى. تُعرف زاوية سغارلاتو بأنها الزاوية بين:
- خط يمر عبر المحور الطولي للعظمة الثانية للمشط.
- المحور الطولي للعظام الصغيرة في القدم.  لهذا الغرض، يُرسم خط واحد بين الحدود الجانبية للمفصل الرسغي المشطيّ الرابع والمفصل العقبي المكعب، ويُرسم خط آخر بين الحدود الوسطية للمفصل الرسغي الزورقي والمفصل الرسغي المشطيّ الأول. يُعرَّف المحور المستعرض بأنه يمر عبر منتصف تلك الخطوط، وبالتالي يكون المحور الطولي عموديًا على هذا المحور.

تصل هذه الزاوية عادةً إلى 15 درجة، وتشير الزاوية المتزايدة إلى إصبع الحمامة. ومع ذلك، يصبح من الصعب تحديد مواقع المفاصل لدى الأطفال الأصغر سنًا بسبب عدم اكتمال تعظم العظام، خاصةً عندما يكونون أصغر من 3-4 سنوات.

### التواء الساق الداخلي
يُشخص التواء الساق الداخلي من خلال الفحص البدني. أهم فحص سريري هو تقييم زاوية الفخذ والقدم. يُوضع الشخص المصاب في وضع الاستلقاء على بطنه مع ثني الركبتين بزاوية 90 درجة. يُرسم خط تخيلي على طول المحور الطولي للفخذ، وآخر على طول باطن القدم من الأعلى، وقياس الزاوية عند تقاطع هذين الخطين. تُعتبر أي قيمة أكبر من 10 درجات من الدوران الداخلي التواء ساق داخلي. أما زاوية الفخذ والقدم الأقل من 10 درجات من الدوران الداخلي، حتى 30 درجة من الدوران الخارجي، تُعتبر طبيعية.

### انقلاب الفخذ الأمامي
يُشخص انقلاب الفخذ الأمامي من خلال الفحص البدني. أهم خطوة في الفحص البدني هي تقييم حركة الورك. يقيّم الطفل في وضع الاستلقاء على بطنه مع ثني الركبتين بزاوية 90 درجة. باستخدام عظمة الساق كذراع رافعة، تدور عظمة الفخذ داخليًا وخارجيًا. إذا أظهر الفحص تدويرًا داخليًا يزيد عن 70 درجة، وتدويرًا خارجيًا يقل عن 20 درجة، فإن الفحص يعتبر إيجابيًا. القيم الطبيعية للدوران الداخلي تتراوح بين 20 و 60 درجة، والقيم الطبيعية للدوران الخارجي تتراوح بين 30 و 60 درجة.

## العلاج
الأطفال الذين تقل أعمارهم عن 8 سنوات ويعانون من انزلاق بسيط للداخل وأعراض طفيفة، لا يحتاج الأمر إلى علاج محدد.

### مشط القدم المقوّس
العلاج غير الجراحي: يعتمد العلاج غير الجراحي لمشط القدم المقوس على مرونة مقدمة القدم. إذا كان الطفل قادرًا على تصحيح تقريب مقدمة القدم إلى خط الوسط بفعالية، فلا داعي للعلاج. إذا لم يكن من الممكن تصحيح التقوس بفعالية ولكنه مرن في التصحيح السلبي بواسطة الفاحص، فيمكن للوالدين إجراء تمارين تمدد منزلية تحاكي هذه المناورة. في حالة التشوه الثابت، يمكن تقويم القدم بالتجبير المتسلسل.
العلاج الجراحي: معظم حالات تقوس مشط القدم التي لا تختفي تكون بدون أعراض في مرحلة البلوغ ولا تتطلب جراحة. في بعض الأحيان، يمكن أن يسبب تقوس مشط القدم الثابت المستمر صعوبة وألمًا كبيرًا مرتبطًا بعدم القدرة على إيجاد أحذية ملائمة. تشمل الخيارات الجراحية استئصال المحفظة العظمية مع نقل الأوتار أو قطع العظم الرسغي. ونظرًا لمعدل الفشل المرتفع في استئصال المحفظة ونقل الأوتار، يتم تجنبه بشكل عام. يعد الاستئصال العظمي (قطع العظام) وإعادة محاذاة العظم الإسفيني أو المكعب أو من المشط الثاني إلى الرابع هى الجراحة الأكثر أمانًا وفعالية في المرضى الذين تزيد أعمارهم عن 3 سنوات والذين يعانون من تقوس مشط القدم الثابت المتبقي.

### التواء الساق الداخلي
العلاج الغير جراحي: لا توجد تقنيات تقويم أو تجبير أو تدعيم أثبتت تأثيرًا على حل مشكلة التواء الساق الداخلي. هذا النوع من الأطراف الدوارنية لا تزيد من خطر الإعاقة الوظيفية أو زيادة معدلات الإصابة بالتهاب المفاصل إذا لم يُعالج. يشمل العلاج تثقيف الوالدين وزيارات المتابعة لتقييم تحسن الحالة.
العلاج الجراحي: مؤشرات التصحيح الجراحي هي زاوية الفخذ والقدم التي تتجاوز 15 درجة لدى طفل يزيد عمره عن 8 سنوات ويعاني من قيود وظيفية بسبب حالته. يتم التصحيح الجراحي عادةً من خلال استئصال التواء الساق. تتضمن هذه العملية قطع (استئصال العظم) وتقويم (إزالة التواء) الساق، تليها تثبيت داخلي للسماح للعظم بالالتئام في مكانه.

### انقلاب الفخذ الأمامي
العلاج غير الجراحي: يشمل العلاج غير الجراحي المراقبة وتثقيف الوالدين.  لم تُظهر طرق العلاج مثل الدعامة والعلاج الطبيعي وتقييدات الجلوس أي تأثير كبير على التاريخ الطبيعي لانقلاب عظم الفخذ.
العلاج الجراحي: يُخصص العلاج الجراحي للأطفال الذين يعانون من صعوبات وظيفية أو تجميلية كبيرة بسبب انقلاب عظم الفخذ المتبقي بأكثر من 50 درجة أو دوران داخلي للورك بأكثر من 80 درجة بعد سن الثامنة. يتم إجراء التصحيح الجراحي من خلال قطع عظم الفخذ لإزالة الدوران. يتضمن هذا الإجراء قطع (قطع العظم) وتقويم (إزالة الدوران) لعظم الفخذ، يليه تثبيت داخلي للسماح للعظم بالشفاء في مكانه.